# Белл, Кениша
Кениша Белл (англ. Kenisha Bell; род. 25 мая 1996 года, Чикаго, Иллинойс, США) — американская профессиональная баскетболистка, выступала в женской национальной баскетбольной ассоциации. Была выбрана на драфте ВНБА 2019 года в третьем раунде под общим тридцатым номером командой «Миннесота Линкс». Играет на позиции атакующего защитника. В настоящее выступает за греческую команду «Панатинаикос».

## Ранние годы
Кениша родилась 25 мая 1996 года в городе Чикаго (штат Иллинойс) в семье Брайана Таунсенда и Эйшии Белл, у неё есть девять братьев и семь сестёр, училась же в городе Блумингтон (штат Миннесота) в средней школе имени Джона Ф. Кеннеди, в которой выступала за местную баскетбольную команду.